# Tolbiaco
Tolbiaco était un vicus romain de Germanie inférieure qui est devenu aujourd'hui la ville de Zülpich en Rhénanie-du-Nord-Westphalie (Allemagne).

## Source
- (en) Alexander Falileyev, Ashwin E. Gohil, Naomi Ward, Dictionary of Continental Celtic Place-names : A Celtic Companion to the Barrington Atlas of the Greek and Roman World, Aberystwyth, CMCS, 2010, 285 p. (ISBN 0955718236)